# Ixora aneimenodesma
Ixora aneimenodesma är en måreväxtart som beskrevs av Karl Moritz Schumann. Ixora aneimenodesma ingår i släktet Ixora och familjen måreväxter.

## Underarter
Arten delas in i följande underarter:
- I. a. aneimenodesma
- I. a. kizuensis